# Wojciech Kętrzyński
Wojciech Kętrzyński, urodzony jako Adalbert von Winkler (ur. 11 lipca 1838 w Łuczanach, zm. 15 stycznia 1918 we Lwowie) – polski historyk, wieloletni dyrektor Zakładu Narodowego im. Ossolińskich we Lwowie, członek Towarzystwa Historycznego we Lwowie.
Ojciec Stanisława Kętrzyńskiego, dziadek Wojciecha Kętrzyńskiego.

## Życiorys

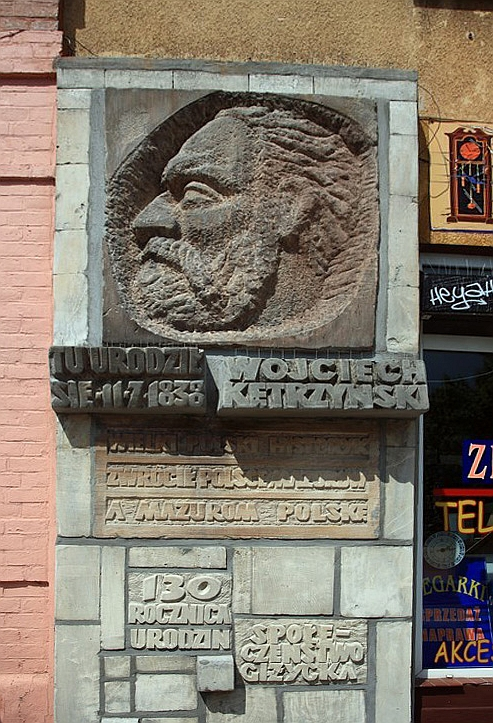
Tablica pamiątkowa w miejscu narodzin w Giżycku

Urodził się jako Adalbert von Winkler. Jego ojciec pochodził ze szlacheckiej rodziny kaszubskiej herbu Cietrzew, której nazwisko powstało od miejscowości Kętrzyno (obecnie w powiecie wejherowskim). Dziadkowi dopisano przy nazwisku dodatek Winkler, a ojciec o imieniu Józef używał już tylko nazwiska Winkler. Matka Eleonora z domu Raabe, pochodziła z Nowej Wsi pod Iławą. Po śmierci ojca (1846), który był żandarmem w Giżycku, w latach 1849–1853 przebywał w Poczdamie w szkole dla sierot po byłych wojskowych.
W latach 1853–1855 ukończył progimnazjum (w dwa lata pięcioletni kurs) w Łuczanach (obecnie Giżycko). Następnie od 1855 roku uczył się w gimnazjum w Rastemborku (obecnie Kętrzyn). W 1856 otrzymał list od siostry, z którego dowiedział się o polskim pochodzeniu i dawnym nazwisku rodowym Kętrzyński. Spowodowało to jego zainteresowanie polskością i naukę języka polskiego. W 1859 zdał egzamin maturalny i 13 października rozpoczął studia historyczne na Wydziale Filozoficznym Uniwersytetu Albrechta w Królewcu.
„Wiarę, mowę ukraść mi mogliście,

Ale serca z piersi nie wyrwiecie.

Serce me zostanie zawsze polskie!”
Wojciech Kętrzyński W ojczystym kraju

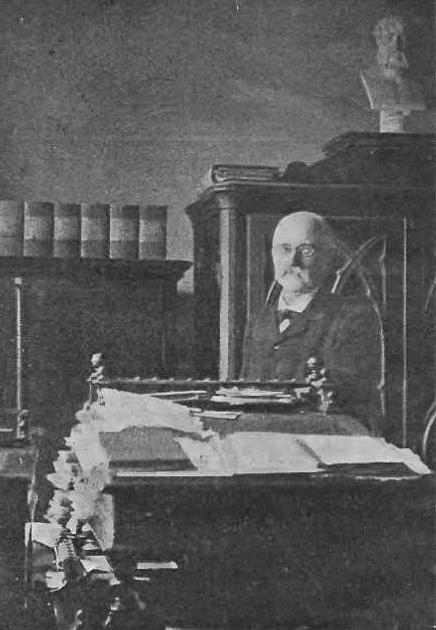
Wojciech Kętrzyński przed 1906

W 1861 przeprowadził urzędową zmianę imienia i nazwiska na Wojciech Kętrzyński. W ślad za nim zmieniło je także jego rodzeństwo. W wakacje 1862 roku przebywał u swojej ciotki Jadwigi Krohnke w Warszawie. Później zaangażował się w działalność patriotyczną i miał swój udział w powstaniu styczniowym organizując transport broni. W dniu 11 września 1863 został aresztowany we wsi Jaroty i uwięziony w Bramie Górnej w Olsztynie. Po początkowym uwolnieniu od zarzutów aresztowano go ponownie 6 października i osadzono w więzieniu Moabit w Berlinie. Jego sprawa była później rozpatrywana w wielkim procesie 135 Polaków w Berlinie. W czasie procesu został mu przedstawiony zarzut zdrady stanu. Ostatecznie od tego zarzutu został uniewinniony, ale 23 grudnia 1864 został skazany na rok więzienia w twierdzy kłodzkiej.

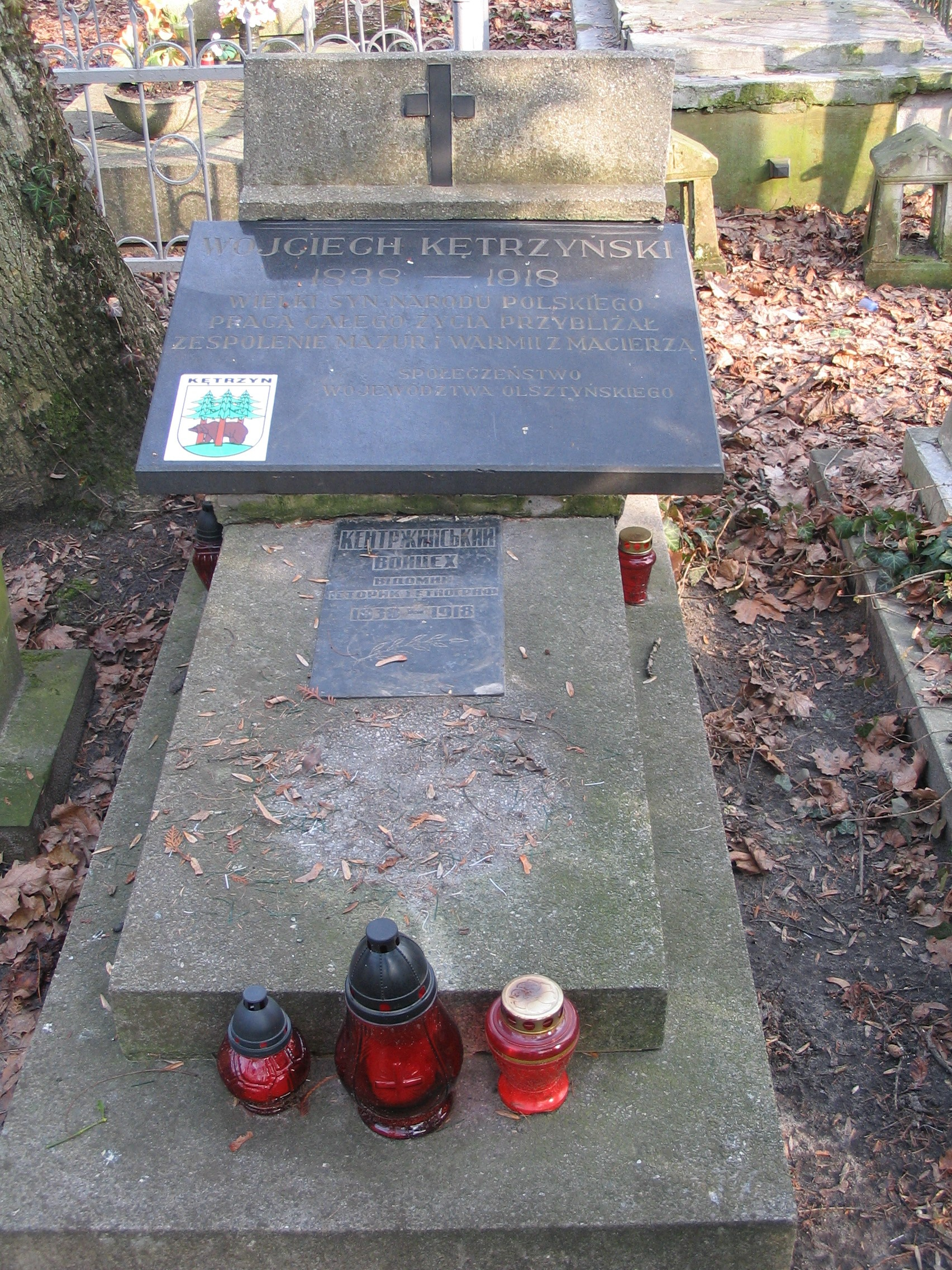
Grób na cmentarzu Łyczakowskim we Lwowie

W więzieniu przetłumaczył na łacinę swoją dysertację doktorską i poemat Wincentego Pola na niemiecki. Po wyjściu z więzienia w dniu 22 kwietnia 1866 udał się do Królewca na uniwersytet. Tam obronił 12 grudnia 1866 swoją rozprawę doktorską De bello a Boleslao Magno cum Henrico rege Germaniae gesto a 1002–1005. Potem w różnych miejscach szukał pracy, ponieważ władze pruskie odmawiały mu zatrudnienia na terenach, gdzie mieszkali Polacy. W 1868 roku opublikował w „Gazecie Poznańskiej” pracę O Mazurach. Materiały etnograficzne o życiu codziennym i kulturze Mazurów zbierał między innymi w Sztynorcie i jego okolicach. W latach 1868–1870 znalazł zatrudnienie jako bibliotekarz u J.K. Działyńskiego w Kórniku pod Poznaniem. Od 1869 roku był członkiem honorowym Poznańskiego Towarzystwa Przyjaciół Nauk.
Ostatecznie od 1873 zaczął pracować w Zakładzie im. Ossolińskich we Lwowie. Pracę tam podjął 1 czerwca 1870 jako sekretarz naukowy; w 1874 został kustoszem i 1 listopada 1876 dyrektorem. W 1882 roku opublikował dzieło O ludności polskiej w Prusiech niegdyś krzyżackich.
W 1894 roku został członkiem Moskiewskiego Towarzystwa Archeologicznego.
W 1906 otrzymał drugą nagrodę Fundacji Franciszka Kochmana ze Lwowa.
Zmarł 15 stycznia 1918 r. i został pochowany na cmentarzu Łyczakowskim we Lwowie. Część rodziny Wojciecha Kętrzyńskiego osiedliła się w Warszawie, a niektórzy z niej wyemigrowali do Kanady.

## Upamiętnienie
Pamięć Wojciecha Kętrzyńskiego uczczono, nadając w 1946 mazurskiemu miastu Rastembork nazwę Kętrzyn. Nazwiskiem jego nazwano wiele ulic (w Gdańsku, Olsztynie, Ostródzie, Giżycku, Szczytnie, Braniewie, Nidzicy i Pasymiu), osiedle w Olsztynie, a także jego imię i nazwisko występuje w nazwach szkół oraz innych instytucji. Do najważniejszych z nich należy Ośrodek Badań Naukowych im. Wojciecha Kętrzyńskiego w Olsztynie, założony w 1963. W latach 1969–1994 był patronem Centrum Szkolenia Specjalistów Artylerii i Radiotechniki, następnie przemianowanego na Centrum Szkolenia Specjalistów Wojsk Obrony Powietrznej Kraju, a w 1992 przemianowanego na Centrum Szkolenia Specjalistów Wojsk Rakietowych) w Bemowie Piskim.

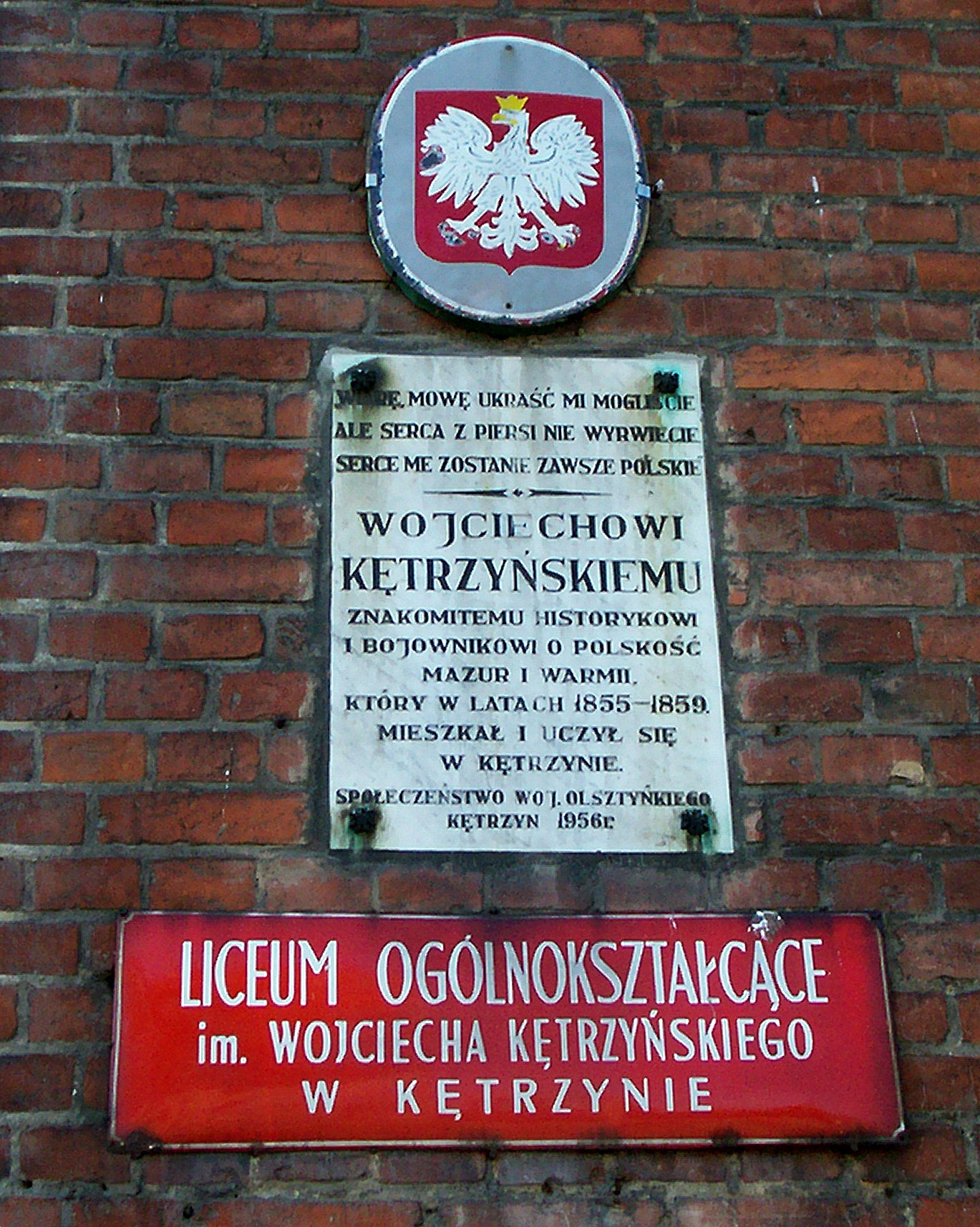
Tablica na dawnym gimnazjum w Kętrzynie, do którego W. Kętrzyński uczęszczał w 1855-59 (obecnie Liceum Ogólnokształcące jego imienia)
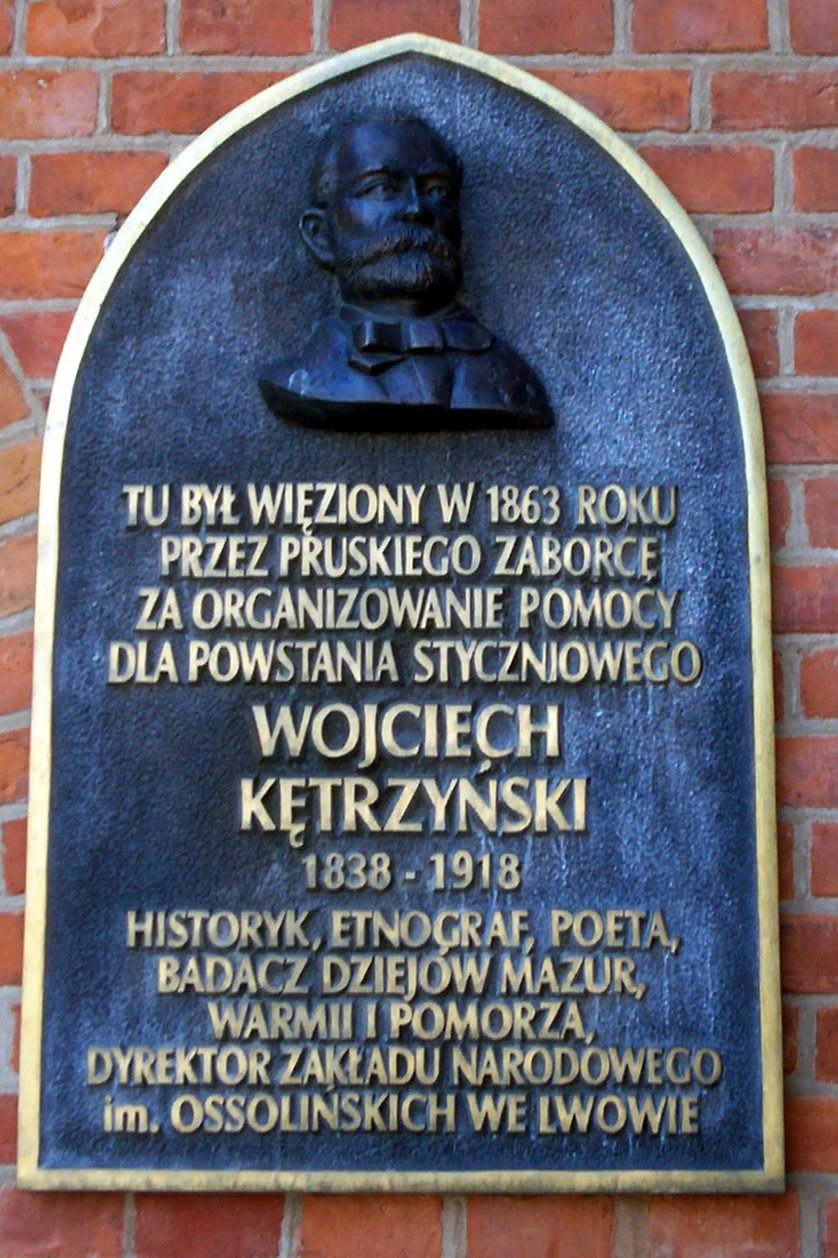
Tablica upamiętniająca więzienie W. Kętrzyńskiego w Bramie Górnej w Olsztynie w 1863
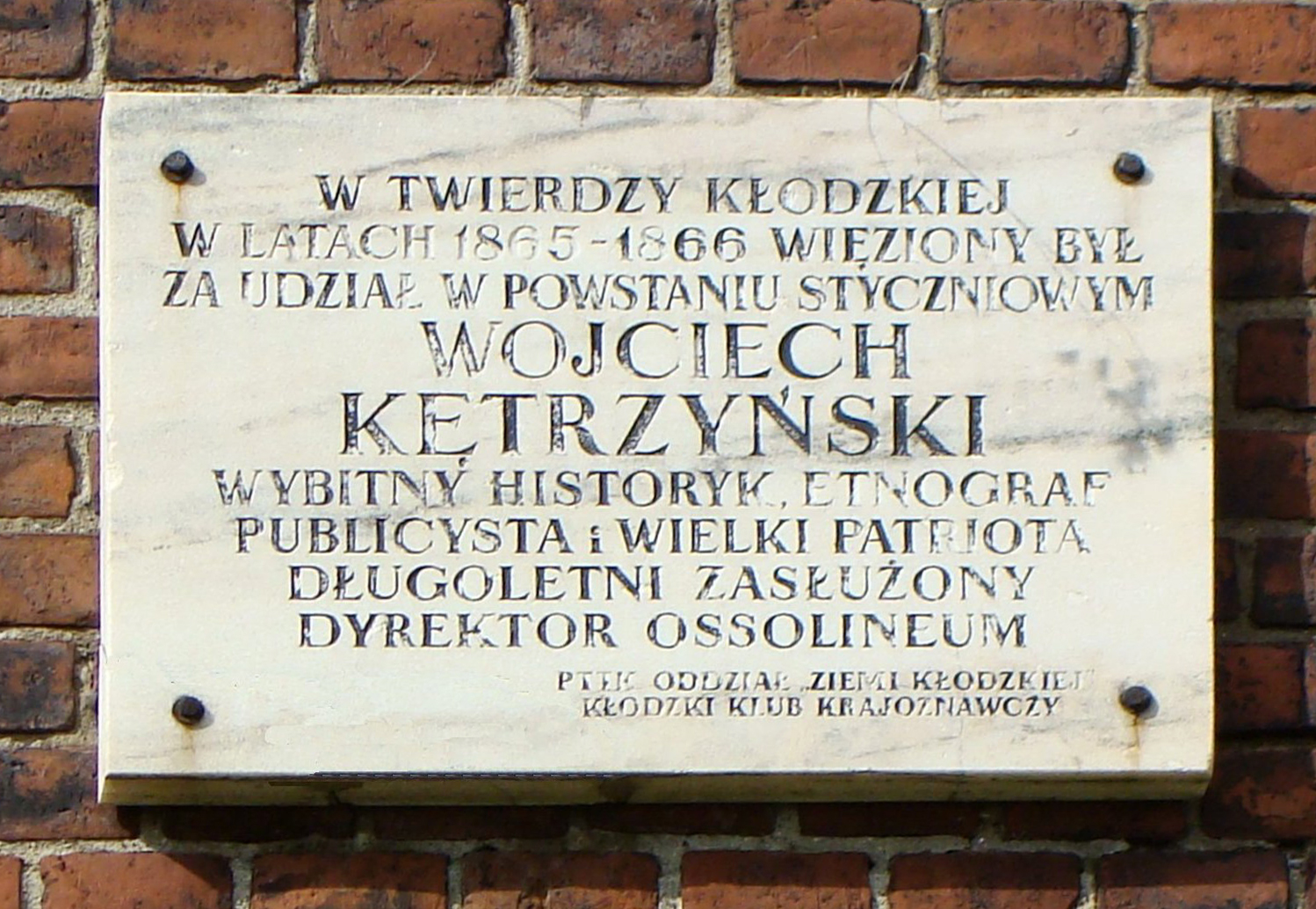
Tablica upamiętniająca więzienie W. Kętrzyńskiego w twierdzy Kłodzko w 1865-66
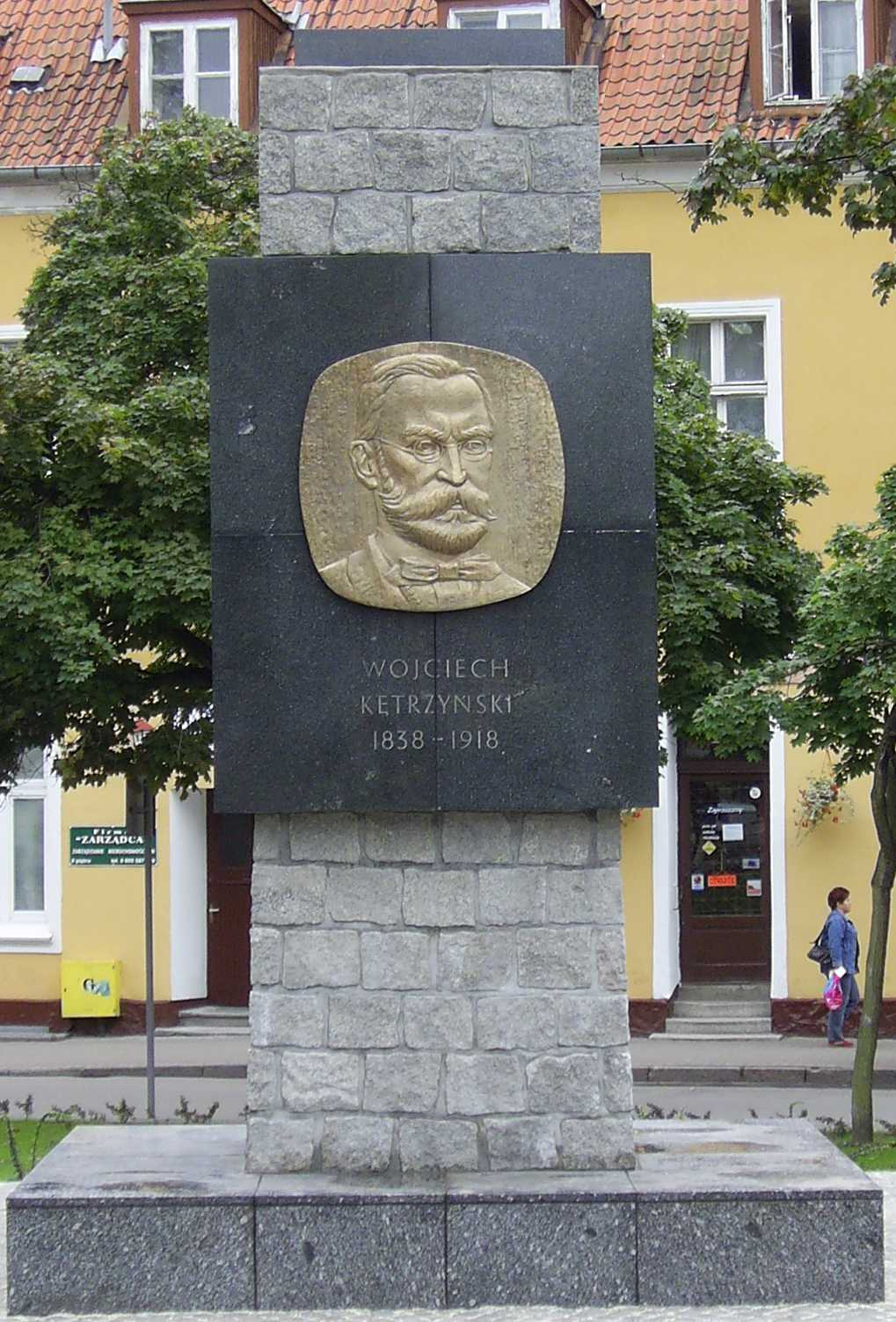
Pomnik Wojciecha Kętrzyńskiego w Kętrzynie

## Dorobek
Wojciech Kętrzyński dał się poznać jako historyk, etnograf, polityk, publicysta i poeta. Wprowadził na grunt nauki polskiej problematykę prusko-mazurską. W pracach swoich opierał się na tysiącach wcześniej niepublikowanych źródeł. Krytycznie odnosił się do zafałszowań historyków niemieckich. Pozytywnie ocenił prace Maxa Toeppena. Współpracował z Oskarem Kolbergiem, któremu przekazał zbiór pieśni mazurskich, uzupełniając zbiory Gustawa Gizewiusza. Kętrzyński współpracował z Henrykiem Sienkiewiczem, który przy pisaniu Potopu niewątpliwie korzystał z jego wiedzy.

## Ważniejsze opracowania Wojciecha Kętrzyńskiego
- w 1868 r. opublikował w „Dzienniku Poznańskim” artykuł O Mazurach, który publikowany był też później w 1872[11] w wersji rozszerzonej. Była to jego pierwsza z publikacji przybliżających Mazury Polsce i Polskę Mazurom.
- Szkice Prus Wschodnich zamieszczone w „Przewodniku Naukowym i Literackim”[12], Lwów 1876 (wznowienie pt. Szkice w Wydawnictwie Pojezierze, Olsztyn 1977)
- Nazwy miejscowe polskie Prus Zachodnich, Wschodnich i Pomorza wraz z ich przezwiskami niemieckimi[13], Lwów 1879.
- Gazeta polska z początku XVIII wieku (Poczta Królewiecka 1718–1720) w „Przewodniku Naukowym i Literackim”, Lwów 1880.
- Wiersze Wojciech Kętrzyński pisał po niemiecku w wieku młodzieńczym. Po wydaniu zbioru Aus dem Liederbuch eines Germanisierten (1854–1862)[14] w 1883 zostały skonfiskowane przez władze pruskie i austriackie. (Znaczenie tych wierszy doceniła Armia Krajowa – niektóre z nich kolportowano w czasie II wojny światowej wśród żołnierzy niemieckich.)
- O ludności polskiej w Prusiech niegdyś krzyżackich[6], Lwów 1882.
- O powołaniu Krzyżaków przez księcia Konrada w „Kraju” wydawanym w Petersburgu 1903.
- Przydomki szlachty Pomoskiej, Lwów 1905.

## Źródła opracowane przez W. Kętrzyńskiego
- około 70 tekstów średniowiecznych dokumentów opublikowanych tomach 3–6 Pomników dziejowych Polski
- 128 dokumentów z lat 1105–1399 wydrukowanych w Kodeksie dyplomatycznym klasztoru tynieckiego
- katalog rękopisów Ossolineum (trzy tomy – siedemset stron druku)